# Gérard Lopez
Gérard Lopez (* 27. prosince 1971 Esch-sur-Alzette) je lucembursko-španělský podnikatel. Zbohatl na investicích do nových technologií a energetiky (Mangrove Capital Partners, Genii Group). V letech 2009-2015 byl majitelem stáje Lotus ve Formuli 1, v současnosti je pouze minoritním spoluvlastníkem. Od roku 2007 je též majitelem lucemburského fotbalového klubu CS Fola Esch. V říjnu 2016 usiloval o koupi francouzského klubu Lille OSC. Vystudoval management na univerzitě v Miami.